# 쉐마기독학교
쉐마기독학교는 경기도 양주시 은현면에 위치한  초등학교, 중학교, 고등학교 과정의 각종학교이다. 

## 연혁
- 2006년 : 개교
- 2011년 : 교육과학기술부에서 각종학교로 인가

## 참고 자료
- 쉐마기독학교(중) - 한국교육학술정보원 학교알리미
- 쉐마기독학교(고) - 한국교육학술정보원 학교알리미